# Kyaswa (roi de Sagaing)
Cette page contient des caractères spéciaux ou non latins. S’ils s’affichent mal (▯, ?, etc.), consultez la page d’aide Unicode.
Pour le roi de Pagan, voir Kyaswa.
Kyaswa (birman ကျစွာ, tɕa̰zwà ; 1319–1350) fut le quatrième roi de Sagaing, dans le centre-ouest de la Birmanie (République de l'Union du Myanmar). Il régna de 1340 à sa mort en 1350. Fils cadet du roi Sawyun, fondateur du royaume, il monta sur le trône en tuant le roi Shwetaungtet. Durant son règne, Sagaing fut attaqué en vain par son rival d'outre-Irrawaddy, le royaume de Pinya, désireux de réunifier le centre de la Birmanie. À la mort de Kyaswa, un autre fils de Sawyun, Nawrahta Minye, lui succéda brièvement.